# Ирис нителистный
Ирис (касатик) нителистный, или Ксифиум нителистный (лат. Iris filifolia) — вид многолетних травянистых растений семейства ирисовых.
Цветочный побег, как правило, достигает высоты 25—40 см, но может доходить до 45 см высотой. Обычно на побеге более 2 цветков. Цветы красно-фиолетовые. Листья 3 мм в ширину появляются осенью. Луковица ядовитая, как и у других видов в роде.
Цветёт в период с марта по июнь.
Произрастает в Испании, Гибралтаре и Марокко. Предпочитает расти в песчаной местности.